# Observatörsstatus i FN:s generalförsamling
Observatörsstatus i FN:s generalförsamling kan ges stater som inte har eget medlemskap i Förenta nationerna, internationella organisationer och andra folkrättsliga subjekt. Observatörsstatus erhålls genom en resolution i FN:s generalförsamling och delger rätt att tala på Generalförsamlingens sammanträden, delta i vissa omröstningar och visa stöd för Generalförsamlingens resolutioner. Däremot har man inte rätt att delta i omröstningar om själva resolutionerna vilket begränsas till fullvärdiga medlemmar. Generalförsamlingen kan dessutom välja att ge vissa observatörer extra rättigheter i kammaren utöver de ordinära, något som idag endast används av Europeiska Unionen.
Stater med observatörsstatus kan dessutom, till skillnad från organisationer, bli fullvärdiga medlemmar i FN:s fackorgan samt ansöka om "permanent observatörsstatus" i Generalförsamlingen.

## Observatörsstater

### Lista över nuvarande observatörsstater
| Stat          | Fick observatörsstatus |
| ------------- | ---------------------- |
| Palestina     | 2012                   |
| Heliga stolen | 1961                   |

### Lista över före detta observatörsstater
| Stat         | Fick observatörsstatus | Fullvärdig medlem |
| ------------ | ---------------------- | ----------------- |
| Bangladesh   | 1973                   | 1974              |
| Finland      | 1952                   | 1955              |
| Italien      | 1952                   | 1955              |
| Japan        | 1952                   | 1956              |
| Kuwait       | 1962                   | 1963              |
| Monaco       | 1956                   | 1993              |
| Nordkorea    | 1973                   | 1991              |
| Nordvietnam  | 1975                   | 1976*             |
| Schweiz      | 1946                   | 2002              |
| Spanien      | 1955                   | 1955              |
| Sydkorea     | 1949                   | 1991              |
| Sydvietnam   | 1952                   | 1976*             |
| Vietnam      | 1976                   | 1977              |
| Västtyskland | 1952                   | 1973              |
| Österrike    | 1952                   | 1955              |
| Östtyskland  | 1972                   | 1973              |

- = Nordvietnam och Sydvietnam gick 1976 samman och bildade Vietnam.